# 캐나다의 군주
캐나다의 군주(영어: Monarchy of Canada, 프랑스어: Reine du Canada)은 캐나다의 명목상의 국가 원수이다. 현재 캐나다의 군주는 영국의 군주인 찰스 3세이다. 국왕, 그의 배우자, 그리고 또 그외의 왕족인원들이 캐나다의 전국에 있는 공적인 사적인 행사에 참석하고 해외에 캐나다를 대표한다. 하지만 왕실 가족 중에서 유일하게 캐나다의 헌법이 인정한 역할이 주어진 사람은 영국의 군주이며 현재는 찰스 3세가 군주로 있다. 몇몇의 권리는 찰스 3세에게 있고 그는 대부분 영국에 있다는 이유로 캐나다의 왕립적이고 의례적인 일을 수행함으로 연방정부는 그를 대표하는 총독을 선출한다. 각 주에서는 부총독을 임명하지만 준주는 자치적인 행정 구역이 아닌 이유로 부총독이 없다.
캐나다의 입헌군주제는 캐나다의 연방주의와 웨스트민스터식 의회 민주주의의 핵심으로서 캐나다의 연방정부와 각 주정부가 있는 정치적 행정, 입법, 사법의 토대이다.

## 같이 보기
- 리도 홀
- 추밀원
- 국왕의 캐나다 비서관
- 캐나다 문장국
- 캐나다의 국새